# Liste d'œuvres représentant la Madone de Lorette

## Œuvres (liste non exhaustive)
| Image                                | Titre | Peintre                                                      | Année                                       | Dimensions        | Technique                  | Lieu                                                                                          |
| ------------------------------------ | --- | ------------------------------------------------------------ | ------------------------------------------- | ----------------- | -------------------------- | --------------------------------------------------------------------------------------------- |
|                                      | |                                                              |                                             |                   |                            |                                                                                               |
| Peintures des Madonne Maestose       | |                                                              |                                             |                   |                            |                                                                                               |
|                                      | Madone de Lorette | Maestro de la Dormitio de Terni                              | 1400/1430                                   | -                 | Fresque                    | Église saint-Pierre à Terni                                                                   |
|                                      | Madone de Lorette entre le martyre de sainte Barbe et le prédicateur franciscain Paoluccio Trinci | anonyme de l'Ombrie                                          | 1449                                        | -                 | Fresque                    | Foligno                                                                                       |
|                                      | Madone de Lorette | Angiolillo Arcuccio                                          | vers 1470                                   | -                 | Tempera sur bois           | Musée du Trésor, Lorette                                                                      |
|                                      | Transport de la sainte Maison de Lorette | Giovanni Battista Rositi                                     | 1500                                        | 220x140cm         | huile sur toile            | Velletri                                                                                      |
|                                      | Madone de Lorette entre l'Archange Raphaël, sainte Scholastique et sainte Justine | anonyme toscan                                               | entre 1500 et 1510                          | -                 | huile sur toile            | Pescia                                                                                        |
|                                      | Madone de Lorette transportée par les anges | anonyme de l'Ombrie                                          | 1500-1549                                   | 186x96cm          | Fresque                    | Diocèse de Terni                                                                              |
|                                      | Madone de Lorette | Attribué à Luca Signorelli                                   | 1508-1510                                   |                   | Fresque                    | Oratoire San Crescentino (paroi sud) Morra                                                    |
|                                      | Madone de Lorette entre saint Sébastien et saint Roch | Le Firello                                                   | entre 1575 et 1583                          | -                 | huile sur toile            | église du Santissimo Salvatore à Aiello, Castel san Giorgio en province de Salerno.           |
|                                      | |                                                              |                                             |                   |                            |                                                                                               |
| Peintures des Madonne realistes      | |                                                              |                                             |                   |                            |                                                                                               |
|                                      | Madone de Lorette avec sainte Rose et sainte Catherine | Le Pérugin                                                   | entre 1490 et 1500                          | 148x148cm         | huile sur bois de peuplier | Musée du Louvre, Paris                                                                        |
|                                      | La Vierge de Lorette | Le Pérugin                                                   | 1507                                        | 185,5x125,5cm     | huile sur bois             | National Gallery de Londres                                                                   |
|                                      | La Vierge de Lorette | Raphaël                                                      | 1509-1510                                   | 120x90cm          | huile sur bois de peuplier | Musée Condé à Chantilly                                                                       |
|                                      | La Madone de Lorette / La Vierge de Lorette ou la Madone des Pèlerins | 'Le Caravage'                                                | 1603/1605                                   | 260x150cm         | huile sur toile            | Basilique Saint-Augustin de Rome                                                              |
|                                      | |                                                              |                                             |                   |                            |                                                                                               |
| Peintures des Madonne ecclesiastiche | |                                                              |                                             |                   |                            |                                                                                               |
|                                      | La Translation de la Sainte Maison de Lorette | Anonyme                                                      | env.1510                                    | 84.5 x 54.9 cm    | tempera et or sur bois     | Metropolitan Museum de New York                                                               |
|                                      | Translation de la Sainte Maison de Lorette | Vincenzo pagani                                              | 1520-1550                                   | -                 | -                          | Recanati                                                                                      |
|                                      | La Translation de la Sainte Maison de Lorette | Francesco Menzocchi                                          | 1548                                        | -                 | huile sur toile            | palais apostolique de Lorette                                                                 |
|                                      | Madone de Lorette entre saint Sébastien et saint Roch | Sperindio Cagnola                                            | XV°                                         | -                 | Fresque                    | Eglise de la Madone de Lorette - Massino Visconti                                             |
|                                      | Madone de Lorette entre saint Sébastien et saint Roch | attribué à Marco Palmezzano                                  | fin XV° début XVI°                          | -                 | -                          | église Santa Maria di Loreto à Rome                                                           |
|                                      | Translation de la Sainte Maison de Lorette | attribué à Raffaellino del Colle                             | début XVIe siècle                           | -                 | -                          | -                                                                                             |
|                                      | Translation de la Sainte Maison de Lorette | Gandolfino d'Asti                                            | XVIe siècle                                 | -                 | huile sur toile ?          | Collegiale de San Secondo à Asti                                                              |
|                                      | Retable de la Madone de Lorette | Maître d'Ozieri                                              | XVIe siècle                                 | -                 | huile sur panneaux         | Musée Diocésain d'Ozieri, Sardaigne                                                           |
|                                      | Translation de la Sainte Maison de Lorette | anonyme lombard                                              | XVIe siècle ?                               | -                 | Fresque                    | Porto Valtravaglia, église de San Rocco                                                       |
|                                      | Madone de Lorette avec saint Jean et saint Maxime | Pompeo Cesura                                                | 1571                                        | -                 | huile sur ?                | de l'église de San Marciano all'Aquila au musée des Abruzzes, L'Aquila                        |
|                                      | Translation de la Sainte Maison de Lorette avec saint Charles Borromée, saint Sébastien et saint Nicolas de Bari | anonyme marchisan                                            | 1590-1610                                   | 252x154cm         | huile sur toile            | Monte san Vito                                                                                |
|                                      | Madone de Lorette | Bernardo Castello (ami du Tasse)                             | 1600-1610                                   | 246 x 151cm       | huile sur toile            | Diocèse de Gênes                                                                              |
|                                      | Transport de la sainte Maison avec saints | Andrea Lilli                                                 | entre 1590 et 1630                          | -                 | huile sur toile            | église san Francesco alle Scale, Ancône                                                       |
|                                      | Madone de Lorette avec anges et saints | Annibale Castelli                                            | entre 1573 et 1623                          | -                 | -                          | église Saint-François-d'Assise de Mirandola                                                   |
|                                      | Madone de Lorette | Fabrizio Santafede                                           | 1595/1598                                   | -                 | huile sur toile            | Castellammare di Stabia                                                                       |
|                                      | Madone de Lorette | Andrea Giovanni Taurella                                     | 1590-1600                                   | -                 | huile sur toile            | Diocèse de Nola                                                                               |
|                                      | La très sainte Trinité et la Madone de Lorette | Guido Reni                                                   | entre 1591 et 1604                          | -                 | huile sur toile            | église de la Trinité, Osimo                                                                   |
|                                      | Madone de Lorette | Annibale Carracci                                            | 1604/1605                                   | 133x90cm          | huile sur toile            | église sant'Onofrio au Janicule à Rome                                                        |
|                                      | Apparition de Notre Dame de Lorette (anciennement attribuée à Annibale Carracci) | Carlo Bononi                                                 | 1610/1620                                   | 259x170cm         | huile sur toile            | Musée des Augustins de Toulouse                                                               |
|                                      | La Madone de Lorette apparaissant à saint Jean Baptiste, Eloi de Noyon et Antoine le Grand | Le Dominiquin                                                | env.1620                                    | 267.3 x 196.2 cm  | huile sur toile            | cook Collection, North Carolina Museum of Art                                                 |
|                                      | Madone de Lorette | Francesco Gessi                                              | entre 1620 et 1649                          | 276x188cm         | huile sur toile            | Église San Filippo de Fossombrone                                                             |
|                                      | La Translation de la sainte Maison de Lorette avec saint Jean-Baptiste, saint Alexandre, saint Charles Borromée, saint François d'Assise, sainte Marie Madeleine, sainte Catherine, sainte Margherite et sainte Dorothée | Enea Salmeggia                                               | 1622                                        | 450x470,5cm       | huile sur toile            | Diocèse de Bergame                                                                            |
|                                      | Apparition de la Madone de Lorette à saint Philippe | Claudio Ridolfi                                              | 1625 - 1649                                 | 410x225cm         | huile sur toile            | diocèse de Urbino - Urbania - Sant'Angelo in Vado                                             |
|                                      | Madone de Lorette | Pietro Testa                                                 | 1633                                        | -                 | huile sur toile            | Fermo                                                                                         |
|                                      | Madone de Lorette ou Translation de la Madone de Lorette | Domenico Fiasella                                            | 1643                                        | -                 | huile sur toile            | Musée diocésain de Gênes (anciennement au Palazzo Reale)                                      |
|                                      | Madone de Lorette et saint Matthieu | Giovannelli Bonaventura                                      | première moitié du XVII°s                   | 270 x 192cm       | huile sur toile            | Basilique Santa Maria in Aracoeli à Rome                                                      |
|                                      | Madone de Lorette avec saint Jean Baptiste et un saint | École ligure                                                 | 1600-1650                                   | -                 | huile sur toile            | Albenga                                                                                       |
|                                      | Transport de la sainte Maison de Lorette avec saint Jérôme et saint Charles Borromée | artiste campanien                                            | 1600-1650                                   | 350x203cm         | Tempera sur bois           | Averse                                                                                        |
|                                      | Madone de Lorette et Saints | Francesco Ruschi                                             | 1676                                        | 321 x 150cm       | huile sur toile            | Diocèse de Venise                                                                             |
|                                      | Madone de Lorette avec les saints Gaëtan de Thiene et François de Paule | Mattia Preti                                                 | 1679                                        | -                 | huile sur toile            | Église de Santa Barbara à Taverna                                                             |
|                                      | Madone de Lorette entre saint Antoine-abbé et saint Dominique | Benedetto Brunetti                                           | 1690                                        | 181x133cm         | huile sur toile            | Diocèse de Campobasso                                                                         |
|                                      | Translation de la sainte Maison de Lorette | école vénitienne                                             | XVIIe siècle                                | 280x150cm         | huile sur toile            | Torre San Patrizio (Ascoli Piceno)                                                            |
|                                      | Transport de la Sainte Maison de Lorette | Ludovico Mazzante                                            | entre 1700 et 1750                          | -                 | -                          | anciennement dans l'église Santo Sisto puis au Musée del Colle del Duomo à Viterbe            |
|                                      | Le Miracle de la Sainte Maison de Lorette | Giambattista Tiepolo                                         | 1743                                        | 122,9 x 77,2 cm   | huile sur toile            | Getty Center de Los Angeles                                                                   |
|                                      | Translation de la Sainte Maison de Lorette | Giambattista Tiepolo                                         | 1743                                        | 124 x 85 cm       | huile sur toile            | Galleria dell'Accademia de Venise                                                             |
|                                      | La Translation de la Sainte Maison de Lorette | Giambattista Tiepolo                                         | 1743                                        | -                 | fresque                    | plafond de l'église Santa Maria degli Scalzi à Venise (détruit par des bombardements en 1915) |
|                                      | Retable de la Madone de Lorette en Gloire parmi les saints et les anges | Magno Tucciarelli                                            | 1755                                        | 450x225cm         | huile sur toile            | Diocèse d'Anagni                                                                              |
|                                      | Translation de la Sainte Maison de Lorette | Francesco Fasolilli                                          | env.1770                                    | 340x170cm         | huile sur toile            | Diocèse d'Ancône-Osimo                                                                        |
|                                      | La Translation de la Sainte Maison par les Anges | Pierre Claude François Delorme                               | entre 1828 et 1837                          | 58 cm de diamètre | huile                      | Musée de la vie romantique, Paris                                                             |
| Peintures atypiques                  | |                                                              |                                             |                   |                            |                                                                                               |
|                                      | La Légende de la Sainte Maison de Lorette | Nicolas Cordonnier (maître de la Légende de la Santa Casa)   | 1531                                        | 178x87cm          | huile sur bois             | Musée des Beaux Arts de Troyes                                                                |
|                                      | |                                                              |                                             |                   |                            |                                                                                               |
| Peintures des Madones idolâtres      | |                                                              |                                             |                   |                            |                                                                                               |
|                                      | Saint Bernardin de Sienne priant Notre Dame de Lorette | Le Guerchin                                                  | 1618                                        | -                 | huile sur toile            | Cento                                                                                         |
|                                      | Madone de Lorette avec saint Laurent, saint Ferme et sainte Euphémie | peintre crémonais                                            | dernier quart du XVIIe siècle               | -                 | huile sur toile            | Soragna                                                                                       |
|                                      | (Simulacre de) Madone de Lorette | Antonio di Agostino Carducci (attr.)                         | 1628-1630                                   | 224x170cm         | huile sur toile            | Spoleto                                                                                       |
|                                      | Madone de Lorette avec saint Dominique, saint dominicain, saint évêque et anges | anonyme bergamasque                                          | XVIIe siècle                                | -                 | huile sur toile            | Albano (Bergame)                                                                              |
|                                      | Madone de Lorette avec saints (saint Thomas de Villanova, saint François d'Assise, saint Bernardin, saint Pèlerin et saint Laurent)                                                                                      | Elisabetta Sirani                                            | 1663                                        | 250x180cm         | huile sur toile            | Diocèse de Bologne                                                                            |
|                                      | Madone de Lorette avec l'archange Gabriel et les âmes du purgatoire | Giuseppe Ghezzi, Pier Leone Ghezzi, Antonio Mercurio Amorosi | 2°moitié du XVIIe / 1° 1/4 du XVIIIe siècle | -                 | huile sur toile            | Musée d'Art Sacré de Communanza                                                               |
|                                      | La Translation de la Sainte Maison de Lorette | Pierre Claude François Delorme                               | 1837                                        |                   | Fresque                    | Dôme de l'église Notre Dame de Lorette, Paris                                                 |
| AUTRES PEINTURES                     | |                                                              |                                             |                   |                            |                                                                                               |
|                                      | Notre-Dame de Lorette | Jean-François Millet                                         | 1851                                        | 232 x 132.5 cm    | huile sur toile            | Musée des Beaux-Arts de Dijon                                                                 |
|                                      | Translation de la Sainte Maison de Lorette | école de Rimini                                              | ?                                           | -                 | Fresque                    | église de San Marco, Jesi                                                                     |
|                                      | Translation de la Sainte Maison de Lorette | école du Trentino                                            | ?                                           | -                 | Fresque                    | Casa Nicolini, Trente                                                                         |
|                                      | Translation de la Sainte Maison de Lorette | anonyme du Frioul                                            | -                                           | -                 | Fresque                    | église de santo Stefano à Pinzano                                                             |
|                                      | Translation de la Sainte Maison de Lorette | Alvaro Sarteanesi                                            | 1950                                        | 700x300cm         | Fresque                    | Diocèse de Città di Castello                                                                  |